# Magnetit
Magnetit, veraltet auch als Magnetstein, Magneteisen, Magneteisenstein oder Eisenoxiduloxid, ist ein sehr häufig vorkommendes Mineral aus der Mineralklasse der „Oxide und Hydroxide“ mit der Endgliedzusammensetzung Fe2+Fe3+2O4 (vereinfacht Fe3O4). Magnetit ist damit chemisch gesehen ein Eisen(II,III)-oxid.
Magnetit kristallisiert im kubischen Kristallsystem und entwickelt bei natürlicher Entstehung meist zentimetergroße, oktaederförmige Kristalle, aber auch körnige bis massige Aggregate von graubrauner bis schwarzer, metallisch glänzender Farbe. Aufgrund seines hohen Eisenanteils von bis zu 72,4 % gehört Magnetit zu den wichtigsten Eisenerzen und sein starker Magnetismus ermöglicht viele technische Anwendungen.
Magnetit bildet mit Ulvöspinell (Fe2TiO4) eine Mischkristallreihe, deren Zwischenglieder als Titanomagnetit bezeichnet werden.

## Etymologie und Geschichte

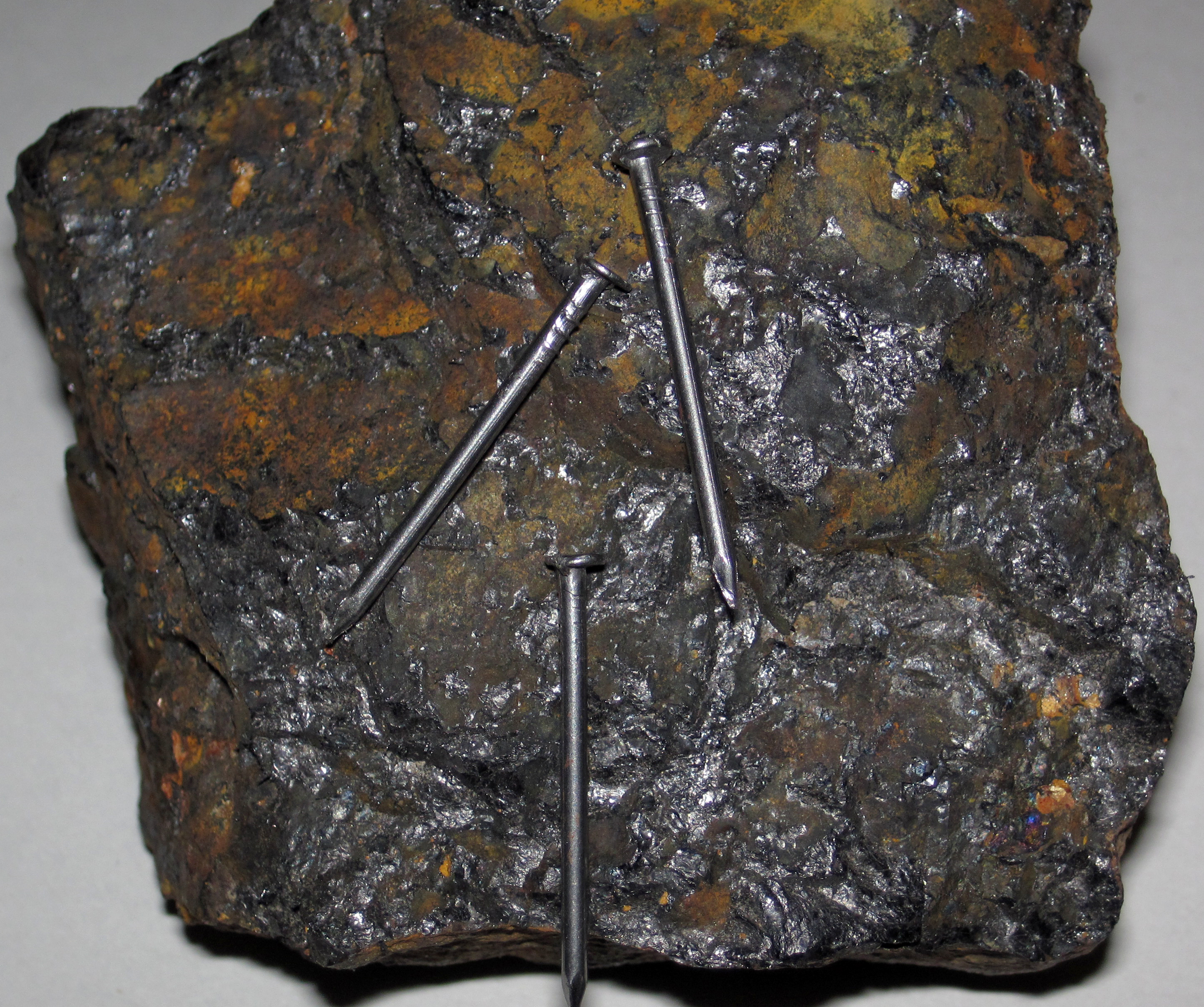
Magnetit mit anhaftenden Nägeln

Aus dem lateinischen Wortstamm magnet- (mit dem Nominativ magnes – Magnet) entstanden die Bezeichnungen Magnet (von mittelhochdeutsch magnete), als mittelalterlicher Mineralname Magneteisenstein (auch „magnetenstain“) und der 1845 von Wilhelm Haidinger eingeführte Name Magnetit.
Bereits seit dem 11. Jahrhundert v. Chr. nutzten die Chinesen die magnetischen Eigenschaften des Minerals.
Ein Stein magnetis war Berichten des Theophrast zufolge den Griechen bekannt. Bei dem römischen Schriftsteller Plinius dem Älteren lässt sich der Hinweis auf einen Stein namens magnes finden, der nach einem Hirten gleichen Namens bezeichnet sein soll. Dieser Hirte habe den Stein auf dem Berg Ida gefunden, als die Schuhnägel und die Spitze seines Stocks am Erdboden haften blieben. Plinius unterschied mehrere Arten des magnes, vor allem aber einen „männlichen“ und einen „weiblichen“, von denen jedoch nur der männliche die Kraft besaß, Eisen anzuziehen, und damit dem eigentlichen Magnetit entsprach. Bei „weiblichen“ magnes handelte es sich vermutlich um Manganerz, dem „männlichen“ im Aussehen ähnlich, oder auch um ein Mineral von weißer Farbe, das später als Magnesit MgCO3 bezeichnet wurde.
Eine andere mögliche Übersetzung des Namens ist magnesischer Stein, angelehnt an die Landschaft Magnesia in Thessalien oder an eine gleichnamige Stadt (Magnesia am Mäander oder Magnesia am Sipylos). Möglich ist auch die Benennung von Magnetit nach anderen griechischen bzw. kleinasiatischen Orten gleichen Namens, in denen schon vor über 2500 Jahren Eisenerzbrocken mit magnetischen Eigenschaften gefunden wurden.
Da der Magnetit bereits lange vor der Gründung der International Mineralogical Association (IMA) 1958 bekannt und als eigenständige Mineralart anerkannt war, wurde dies von ihrer Commission on New Minerals, Nomenclature and Classification (CNMNC) übernommen und bezeichnet den Magnetit als sogenanntes „grandfathered“ (G) Mineral. Die seit 2021 ebenfalls von der IMA/CNMNC anerkannte Kurzbezeichnung (auch Mineral-Symbol) von Magnetit lautet „Mag“.
Da für Magnetit keine Typlokalität definiert ist (Magnesia als Typlokalität gilt als fraglich), gibt es auch kein historisches Typmaterial zu diesem Mineral. Ein Neotypmaterial ist bisher nicht definiert (Stand 2024).

## Klassifikation
Die strukturelle Klassifikation der International Mineralogical Association (IMA) zählt den Magnetit zur Spinell-Supergruppe, wo er zusammen mit Chromit, Cochromit, Coulsonit, Cuprospinell, Dellagiustait, Deltalumit, Franklinit, Gahnit, Galaxit, Guit, Hausmannit, Hercynit, Hetaerolith, Jakobsit, Maghemit, Magnesiochromit, Magnesiocoulsonit, Magnesioferrit, Manganochromit, Spinell, Thermaerogenit, Titanomaghemit, Trevorit, Vuorelainenit und Zincochromit die Spinell-Untergruppe innerhalb der Oxispinelle bildet. Ebenfalls in diese Gruppe gehören die nach 2018 beschriebenen Oxispinelle Chihmingit und Chukochenit sowie der Nichromit, dessen Name von der CNMNC der IMA noch nicht anerkannt worden ist.
Die Mineral-Systematiken von Strunz und Dana ordnen den Magnetit aufgrund seines kristallchemischen Aufbaus in die Mineralklasse der „Oxide und Hydroxide“ ein.
In der zuletzt 1977 überarbeiteten 8. Auflage der Mineralsystematik nach Strunz gehörte der Magnetit zur Abteilung „Verbindungen mit M3O4- und verwandte Verbindungen“, wo er gemeinsam mit Franklinit, Jakobsit, Magnesioferrit und Trevorit in der Gruppe „Eisen(III)-Spinelle“ mit der Systemnummer IV/B.01b steht.
In der zuletzt 2018 überarbeiteten Lapis-Systematik nach Stefan Weiß, die formal auf der alten Systematik von Karl Hugo Strunz in der 8. Auflage basiert, erhielt das Mineral die System- und Mineralnummer IV/B.02-020. Dies entspricht ebenfalls der Abteilung „Oxide mit dem Stoffmengenverhältnis Metall : Sauerstoff = 3 : 4 (Spinelltyp M3O4 und verwandte Verbindungen)“, wo Magnetit zusammen mit Cuprospinell, Franklinit, Jakobsit, Magnesioferrit und Trevorit die Gruppe der „Ferrit-Spinelle“ mit der Systemnummer IV/B.02 bildet.
Auch die von der IMA zuletzt 2009 aktualisierte 9. Auflage der Strunz’schen Mineralsystematik ordnet den Magnetit in die Abteilung „Metall : Sauerstoff = 3 : 4 und vergleichbare“ ein. Diese ist weiter unterteilt nach der relativen Größe der beteiligten Kationen, so dass das Mineral entsprechend seiner Zusammensetzung in der Unterabteilung „Mit ausschließlich mittelgroßen Kationen“ zu finden ist, wo es zusammen mit Chromit, Cochromit, Coulsonit, Cuprospinell, Filipstadit, Franklinit, Gahnit, Galaxit, Hercynit, Jakobsit, Magnesiochromit, Magnesiocoulsonit, Magnesioferrit, Manganochromit, Qandilit, Spinell, Trevorit, Ulvöspinell, Vuorelainenit und Zincochromit die „Spinellgruppe“ mit der Systemnummer 4.BB.05 bildet.
In der vorwiegend im englischen Sprachraum gebräuchlichen Systematik der Minerale nach Dana hat Magnetit die System- und Mineralnummer 07.02.02.03. Das entspricht der Abteilung „Mehrfache Oxide“, wo sich das Mineral innerhalb der Unterabteilung „Mehrfache Oxide (A+B2+)2X4, Spinellgruppe“ in der „Eisen-Untergruppe“ findet, in der auch Magnesioferrit, Jakobsit, Franklinit, Trevorit, Cuprospinell und Brunogeierit eingeordnet sind.

## Chemismus
In der Endgliedzusammensetzung von Magnetit (Fe2+Fe3+2O4) besteht das Mineral im Verhältnis aus je drei Eisen- und 4 Sauerstoffionen pro Formeleinheit. Dies entspricht einem Massenanteil (Gewichtsprozent) von 72,36 Gew.-% Fe und 27,64 Gew.-% O oder in der Oxidform 31,03 Gew.-% Eisen(II)-oxid (FeO) und 68,97 Gew.-% Eisen(III)-oxid (Fe2O3).
Bei natürlichen Magnetiten weichen diese Werte, abhängig von der Stoffzufuhr während der Mineralbildung und bedingt durch Fremdbeimengungen, meist ab. So ergab die Analyse von Mineralproben aus dem „Lover's Pit“ bei Mineville im Essex County des US-Bundesstaates New York eine empirische Zusammensetzung von 30,78 Gew.-% FeO und 68,85 Gew.-% Fe2O3 sowie Fremdbeimengungen von 0,27 Gew.-% Siliciumdioxid (SiO2), 0,21 Gew.-% Aluminiumoxid (Al2O3) und Spuren von Titan(IV)-oxid (TiO2), Magnesiumoxid (MgO) und Calciumoxid (CaO). Die Mikrosondenanalyse an Mineralproben aus „Meier's Find“ in Western Australia ergab eine Zusammensetzung von 31,21 Gew.-% FeO und 67,16 Gew.-% Fe2O3 sowie Fremdbeimengungen von 0,11 Gew.-% SiO2, 0,29 Gew.-% TiO2, 0,44 Gew.-% Al2O3, 0,08 Gew.-% Chrom(III)-oxid (Cr2O3), 0,09 Gew.-% MnO und 0,02 Gew.-% MgO.

## Kristallstruktur

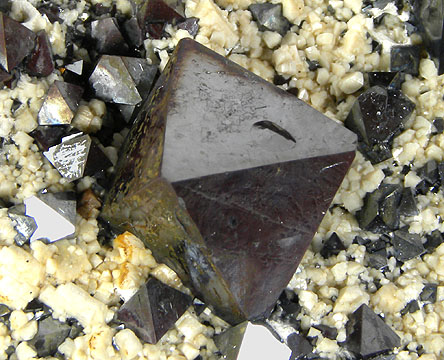
Nicht-verzwillingter Magnetit-Einkristall
mit typisch oktaedrischem Kristallhabitus

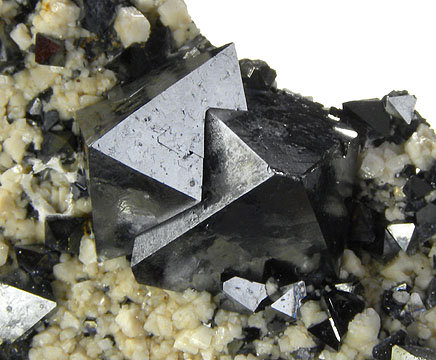
Häufig beobachtbare Verzwilligung nach dem Spinell-Gesetz (<111>)

Magnetit kristallisiert kubisch in der Raumgruppe Fd3m (Raumgruppen-Nr. 227) – bzw. der symmetrisch höchstmöglichen Punktgruppe m3m (hexakisoktaedrisch, Nr. 32) – mit dem Gitterparameter a = 8,3985(5) Å und 8 Formeleinheiten pro Elementarzelle.
Strukturell gehört Magnetit zur Spinell-Gruppe und weist als Einkristall typischerweise Oktaederflächen {111} und seltener Rhombendodekaederflächen {110} auf. Weitaus häufiger kommt es jedoch zur Bildung von Zwillingen nach dem Spinell-Gesetz (Durchkreuzungszwillinge nach <111>).
Die Kristallstruktur von Magnetit bei Raumtemperatur kann gemäß der allgemeinen Formel für Spinelle AB2O4 als Fe3+[Fe3+Fe2+]O4 beschrieben werden. Dabei handelt es sich jedoch um eine inverse Spinell-Struktur, da im Gegensatz zum „normalen Spinell“ beim Magnetit 1/3 der Eisenionen (Fe3+-Ionen) tetraedrisch und 2/3 der Eisenionen (Fe2+- und Fe3+-Ionen im Verhältnis 1:1) oktaedrisch vom Sauerstoff koordiniert sind. Mithilfe der Pearson-Symbolik kann Magnetit als cF56 beschreiben werden.
| Kristallstruktur von Magnetit |
| --- |
| - Blickrichtung entlang [100] (a-Achse) - Elementarzelle (Ball-and-Stick-Darstellung) - Elementarzelle (Polyeder-Darstellung) - Polyeder-Darstellung entlang einer Raumdiagonalen Farblegende: 0 _ Fe 0 _ O |

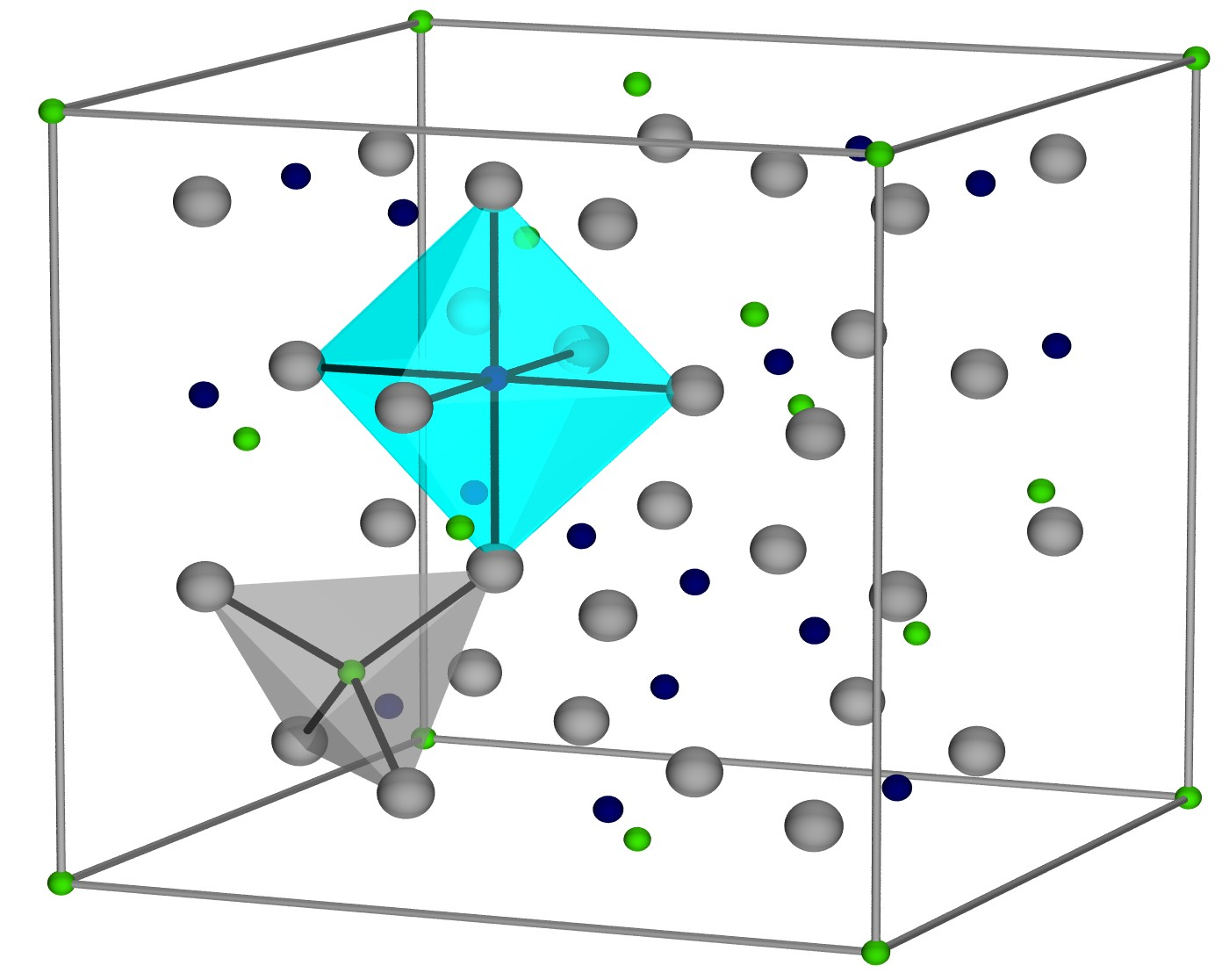
Elementarzelle von Magnetit

Die Symmetrie der Hochtemperaturphase (T > 120 K) von Magnetit wurde schon sehr früh im Jahre 1915 aufgeklärt, sie ist kubisch. Genauer gesagt handelt es sich um die Raumgruppe Fd3m (Raumgruppen-Nr. 227) bzw. O7h mit einem Gitterparameter a = 8,394 Å. Somit ergeben sich acht Formeleinheiten pro Elementarzelle mit insgesamt 56 Atomen.
Die Struktur der kubischen Hochtemperaturphase (T > 120 K) ist im Bild rechts schematisch dargestellt. Hier sind die kubisch dichteste Kugelpackung von Oxidionen (grau), die Oktaeder- (türkis) und Tetraederlücken (grau) dargestellt. Die Fe3+-Ionen in den Tetraederlücken sind grün und die Fe2+-/Fe3+-Ionen in den Oktaederlücken dunkelblau hervorgehoben. Die Kristallographischen Daten für diese Phase sind Raumgruppe Fd3m (Nr. 227) mit dem Gitterparameter a = 8,3985(5) Å und 8 Formeleinheiten pro Elementarzelle.
Das A-Untergitter, das von den tetraedrisch koordinierten Fe3+-Ionen aufgebaut wird bildet ein Diamantgitter, während das B-Untergitter der Fe2+- bzw. Fe3+-Ionen der oktaedrischen Sauerstoffumgebung ein Pyrochlorgitter bildet, das geometrisch frustriert ist. Geometrische Frustration bedeutet dabei, dass eine lokale Ordnung, die durch lokale Wechselwirkungen stabilisiert wird, sich nicht frei durch den Kristall fortsetzen kann. Diese besonderen geometrischen Eigenschaften ermöglichen eine große Anzahl unterschiedlicher Wechselwirkungen mit großer oder geringer Reichweite und sehr ähnlicher Energie, oft mit einem vielfach entarteten Grundzustand. Eine der Möglichkeiten die Entartung aufzuheben, ist eine langreichweitige Ladungs- oder Spinordnung, was zu extrem komplexen Kristallstrukturen führen kann, von denen bis heute nur wenige aufgeklärt sind.
Die genaue Raumgruppe der Tieftemperaturphase (T < 120 K) war bis ins Jahr 1982 nicht eindeutig bestimmt und wird sogar bis heute kontrovers diskutiert. Erst durch eine sorgfältig durchgeführte Neutronenbeugungsanalyse an synthetischen Einkristallen, die bei gleichzeitigem Anlegen von Druck entlang der [111]-Richtung und Kühlen im Magnetfeld gemessen wurden, konnte die kristalline Ordnung unterhalb von T = 120 K aufgeklärt werden. Es handelt sich um eine Verzerrung der monoklinen Raumgruppe Cc (Raumgruppen-Nr. 9) mit pseudo-orthorhombischer Symmetrie (Pmca (Nr. 57, Stellung 3); ac /√2 ⊗ ac /√ 2 ⊗ 2ac), wobei ac der Länge einer Achse der ungestörten kubischen Elementarzelle entspricht.

## Eigenschaften
Magnetit ist von hoher Beständigkeit gegen Säuren, Laugen und Chlor. Seine Mohshärte schwankt je nach Reinheit zwischen 5,5 und 6,5 und seine gemessene Dichte beträgt 5,175 und die aus den Kristalldaten berechnete Dichte 5,20 g/cm³. Seine Farbe und Strichfarbe sind schwarz. Im Auflicht kann Magnetit aber auch grau mit bräunlicher Tönung erscheinen.

### Magnetismus
Magnetit ist eines der am stärksten (ferri)magnetischen Minerale. Beim Unterschreiten der Neel- bzw. Curie-Temperatur von 578 °C (entspricht 860 K) richtet sich die Magnetisierung größtenteils in Erdmagnetfeldrichtung aus, so dass eine remanente magnetische Polarisation in der Größenordnung von bis zu 500 nT resultiert. Magnetitkristalle können auf diese Art die Richtung des Erdmagnetfeldes zur Zeit ihrer Entstehung konservieren. Die Untersuchung der Magnetisierungsrichtung von Lavagestein (Basalt) führte Geologen zu der Ansicht, dass sich in ferner Vergangenheit tatsächlich die magnetische Polarität der Erde von Zeit zu Zeit umgekehrt haben müsse.

Antiferromagnetische Kopplung der Momente des A-B-Untergitters

Die lange Zeit bekannten und verwendeten magnetischen Eigenschaften von Magnetit lassen sich sehr gut durch eine Betrachtung der lokalen Kristallstruktur erklären. Fe3O4 ist ein Ferrimagnet, archetypisch für die Ferrite der Spinelle. Die magnetische Ordnung in Magnetit kann man gut im Rahmen des Modells von zwei Untergittern nach Néel verstehen. In dem Modell wird angenommen, dass die Austauschwechselwirkung zwischen den oktaedrisch und tetraedrisch mit Sauerstoff koordinierten Eisenionenplätzen stark negativ, und die Austauschwechselwirkung zwischen den Ionen auf den gleichen Untergittern ebenfalls negativ ist, jedoch geringer im Betrag. Daraus folgt, dass die Ionen desselben Untergitters zueinander eine antiferromagnetische Spinstellung einnehmen würden, wenn dieser Neigung nicht durch eine stärkere Austauschwechselwirkung zwischen den Ionen der unterschiedlichen Untergitter entgegengewirkt würde. Die relative Stärke der Austauschwechselwirkung zwischen den Ionen unterschiedlicher Untergitter kommt durch die Unterschiede in den Distanzen zwischen den Ionen desselben Untergitters und Ionen unterschiedlicher Untergitter zustande.
Diese Konstellation bevorzugt eine antiparallele Anordnung der magnetischen Momente der Untergitter, deren Untergitterionen zueinander eine parallele Spin-Anordnung aufweisen.
In Magnetit koppeln die effektiven Momente der A-/B-Untergitter antiferromagnetisch über Superaustausch. Das Fe2+-Ion besitzt den Spin S=2 (4µB) und das Fe3+-Ion den Spin S = 5/2 (5µB), so dass sich bei der oben erklärten antiparallelen Anordnung der Fe3+-Ionen auf dem A-Untergitter bzw. der Fe2+/3+-Ionen auf dem B-Untergitter ein effektives Sättigungsmoment von (5-5+4)µB =4µB ergibt.

### Verwey-Übergang
In der Leitfähigkeitskurve von Magnetit, in der die Leitfähigkeit über der Temperatur aufgetragen wird, ist das auffallendste Merkmal eine abrupte Änderung bei T=120K um zwei Größenordnungen. Magnetit wechselt dabei von einem schlechten Leiter in der Hochtemperaturphase (ca. 0,2 mΩm bei T > 120 K) zu einem Isolator in der Tieftemperaturphase (40 mΩm bei T < 120 K). Dieses Verhalten wurde 1939 von Evert Verwey systematisch untersucht und eine erste theoretische Erklärung für den Effekt veröffentlicht. Ihm zu Ehren wird dieser Übergang und alle physikalisch ähnlichen Übergänge als Verwey-Übergänge bezeichnet. Erste Hinweise auf einen Phasenübergang in einem Temperaturbereich um 120 K lieferten frühe Wärmekapazitätsmessungen an synthetisch hergestellten Proben. Der Phasenübergang ist als Isolator-Isolatorübergang zu charakterisieren.

## Modifikationen und Varietäten
Als Titanomagnetit (englisch auch Titaniferous Magnetite) werden die Mischkristalle der Reihe Magnetit (Fe3O4) und Ulvöspinell (Fe2TiO4) bezeichnet. Die Mischkristallformel wird allgemein mit Fe2+(Fe3+,Ti)2O4 (genauer auch mit xFe2TiO4·(1-x)Fe3O4). Diese Mischreihe ist nur oberhalb von etwa 600 °C vollständig. Bei sinkenden Temperaturen zerfallen die Mischkristalle und es bilden sich Entmischungslamellen von Ulvöspinell und Magnetit. Die am häufigsten auftretende Variante von Titanomagnetiten ist der sogenannte TM60 mit einem Ulvöspinellgehalt von rund 60 %.
Titanomagnetit ist von großer Bedeutung bei der Erforschung des Paläomagnetismus, da diese bei der Abkühlung unterhalb der jeweiligen Curie-Temperatur ferromagnetisch werden und sich dann im umgebenden Gestein dauerhaft (remanent) nach dem Erdmagnetfeld ausrichten. So ließ sich beispielsweise an den Basalten beiderseits des Juan-de-Fuca-Rückens nicht nur allgemein das zunehmende Alter des Gesteins in Abhängigkeit von dessen Entfernung des Rückens feststellen, sondern auch anhand des enthaltenen Titanomagnetits die mehrfach wechselnde Polung des Erdmagnetfeldes.
Auch mit Jakobsit (Mn2+Fe3+2O4) und Magnesioferrit (MgFe3+2O4) bildet Magnetit Mischkristallreihen.
Als Martit wird eine Pseudomorphose von Hämatit nach Magnetit bezeichnet.

## Bildung und Fundorte

### Natürliche Entstehung

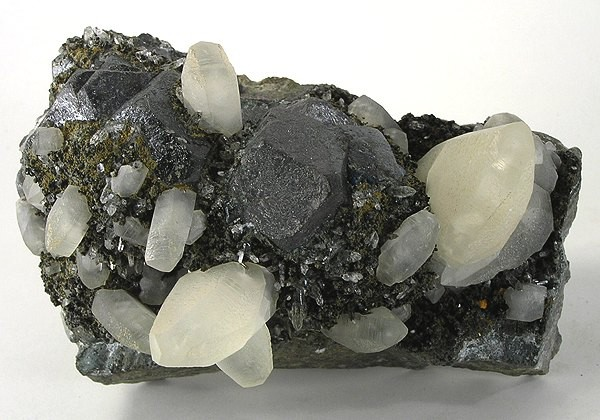
Magnetit und Calcit aus Daşkəsən, Aserbaidschan (Größe: 11,9 × 8,2 × 7,4 cm)

Magnetit ist ähnlich wie Pyrit und Galenit ein sogenannter „Durchläufer“ und kann sowohl in Magmatiten wie auch in Metamorphiten und Sedimentiten gebildet werden. So stellt er in mafischen Magmatiten wie Basalten oder Gabbros häufig einen wichtigen Nebenbestandteil, der oft früh auskristallisiert und deshalb oft gut definierte Kristalle bildet. In schnell erstarrten Gesteinen (Limburgiten) kann er aber auch Dendriten bilden. Daneben kann er akzessorisch in zahlreichen weiteren vulkanischen und plutonischen Gesteinen gefunden werden.
Bemerkenswert sind hauptsächlich aus Magnetit und Apatit bestehende Gesteine, die wichtige kommerzielle Lagerstätten darstellen (z. B. Eisenerzbergwerk Kiruna in Nordschweden), und von denen angenommen wird, dass sie liquidmagmatischer Entstehung sind: Durch magmatische Differentiation ist dabei eine Teilschmelze entstanden, die oxidischen Charakters ist, d. h., praktisch keine Silikatbestandteile mehr enthält. In Kiruna bildete diese Teilschmelze einen Intrusionskörper; es sind aber auch Lavaströme aus solchem Gestein bekannt (etwa bei El Laco in Chile).
Im Verbund mit vulkanischer Aktivität kann Magnetit auch durch Pneumatolyse gebildet werden, wenn eisenhaltige vulkanische Gase (die flüchtige Eisenverbindungen wie Eisen(III)-chlorid führen) etwa mit karbonatischen Nebengesteinen reagieren können. Auch durch diesen Mechanismus können Lagerstätten (Skarnerzlagerstätten) mit Magnetit gebildet werden.
In metamorphen Gesteinen ist Magnetit ein häufiges Mineral, welches aus zahlreichen eisenhaltigen Vorläufermineralen entstehen kann, insbesondere unter den Bedingungen der Kontaktmetamorphose. Ein Beispiel für Metamorphite mit häufig hohem Magnetitgehalt sind die aus Bauxiten entstandenen Schmirgelgesteine. Beispiele für regionalmetamorph gebildete Magnetitgesteine sind die quarzgebänderten Eisensteine (Itabirite), die ebenfalls als Eisenlagerstätten von Bedeutung sind.
Auch durch hydrothermale Alterationsvorgänge kann Magnetit aus dem Eisenanteil verschiedener Vorläuferminerale entstehen. Ein bekanntes Beispiel ist der Magnetitgehalt in Serpentiniten, der oft so hoch ist, dass das Gestein erkennbar von einem Magneten angezogen wird.
Da Magnetit sehr verwitterungsbeständig ist, kann er akzessorisch in zahlreichen klastischen Sedimentgesteinen gefunden werden. Auch hier ist er manchmal bis zu kommerziell relevanten Konzentrationen angereichert (Magnetitsande). Sehr selten tritt er auch als primäre Mineralbildung in Sedimenten auf, so etwa in der Minette von Lothringen, wo er aus Limonit neu gebildet wird.
Auch in Steinmeteorit (Silikatmeteoriten) und Mond-Basalten kann Magnetit als Nebenbestandteil auftreten.
Je nach Bildungsbedingungen tritt Magnetit in Paragenese mit anderen Mineralen auf, so unter anderem mit Chromit, Ilmenit, Ulvöspinell, Rutil und Apatiten in Eruptivgesteinen; mit Pyrrhotin, Pyrit, Chalkopyrit, Pentlandit, Sphalerit, Hämatit in hydrothermalen oder metamorphen Gesteinen und mit Hämatit und Quarz in Sedimentgesteinen.

### Synthetische Herstellung
Für die Herstellung von Eisen(II,III)-oxid (Fe3O4) hat sich eine Methode, die von V.A.M. Brabers erstmals zur Herstellung von einkristallinem Magnetit angewandt wurde, als die geeignetste herausgestellt. Dabei werden mit Hilfe des Zonenschmelzverfahrens in einem Spiegelofen Kristalle gezogen. Durch das Heizen eines Stabes aus α-Fe2O3 mit 99,9 % Reinheit im Spiegelofen, wird eine vertikale Schmelzzone zwischen Vorrat und Kristall erzielt, die allein durch die Oberflächenspannung gehalten wird, was eine Verunreinigung z. B. durch das Tiegelmaterial verhindert. Die so erhaltenen Kristalle, die zwischen 2 und 5 cm lang sind und einen Durchmesser von etwa 5 mm haben, werden im Anschluss an die Kristallisation im Spiegelofen 70 h bei 1130 °C in einer Atmosphäre aus CO2 und H2 getempert, um Gitterbaufehler auszuheilen und die richtige Stöchiometrie für Magnetit einzustellen. Die Orientierung der Kristalle längs der Stabachse entspricht grob der [100]-, [111]- und [110]-Richtung. Die Kristalle zeichnen sich durch ihre hervorragende Qualität, gemessen an dem Merkmal der Übergangstemperatur und der Schärfe des Übergangs wie er sich im Linienverlauf der Leitfähigkeitskurve (siehe Verwey-Übergang) ausdrückt, aus.
Beim Schmieden von glühendem Stahl entsteht sogenannter „Hammerschlag“ (identisch mit Eisen(II,III)-oxid) als oxidischer Überzug, der in Form kleiner Schuppen abspringt und im Mittelalter auch „Eisenhammerschlag“ (lateinisch squama ferri) genannt wurden und gemäß Otto Beßler aus „Eisenoxyduloxyd“ bestehen.

### Vorkommen
Magnetit kommt in massiver oder gekörnter Form und daneben auch als Kristalle vor, welche oft oktaedrisch geformt sind, besitzen also je acht dreieckige Begrenzungsflächen. Er ist ein insgesamt sehr häufig vorkommendes Mineral, das allerdings selten den Hauptbestandteil eines Gesteins stellt. Man findet Magnetit in zahlreichen magmatischen Gesteinen wie Basalt, Diabas und Gabbro, in metamorphen Gesteinen und durch Verwitterungsprozesse aufgrund seiner Härte weitgehend intakt verbracht als Magnetitsand in Flusssedimenten. Aus diesen wird er zum Teil noch heute von Hand ausgewaschen.
Magnetit kann in größeren Mengen an Sandstränden gefunden werden, wo er zu der typischen schwarzen Färbung des Sandes führt. Solche schwarzen Strände findet man z. B. in Kalifornien, an der Westküste von Neuseeland und an den Küsten von Fuerteventura und Island.

Magnetit am Strand von Zempin/Usedom
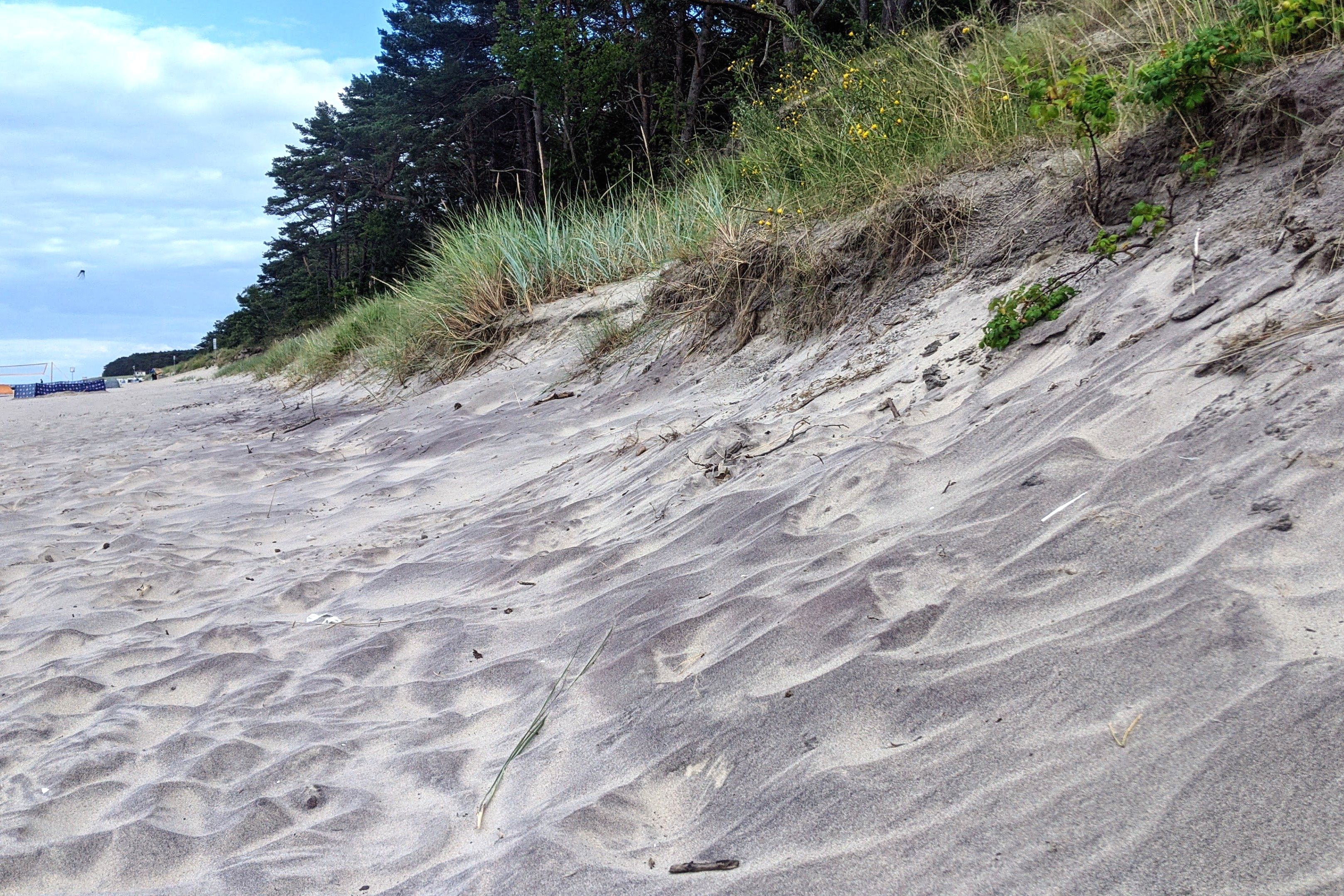
Magnetitablagerungen am Übergang zwischen Strand und Düne
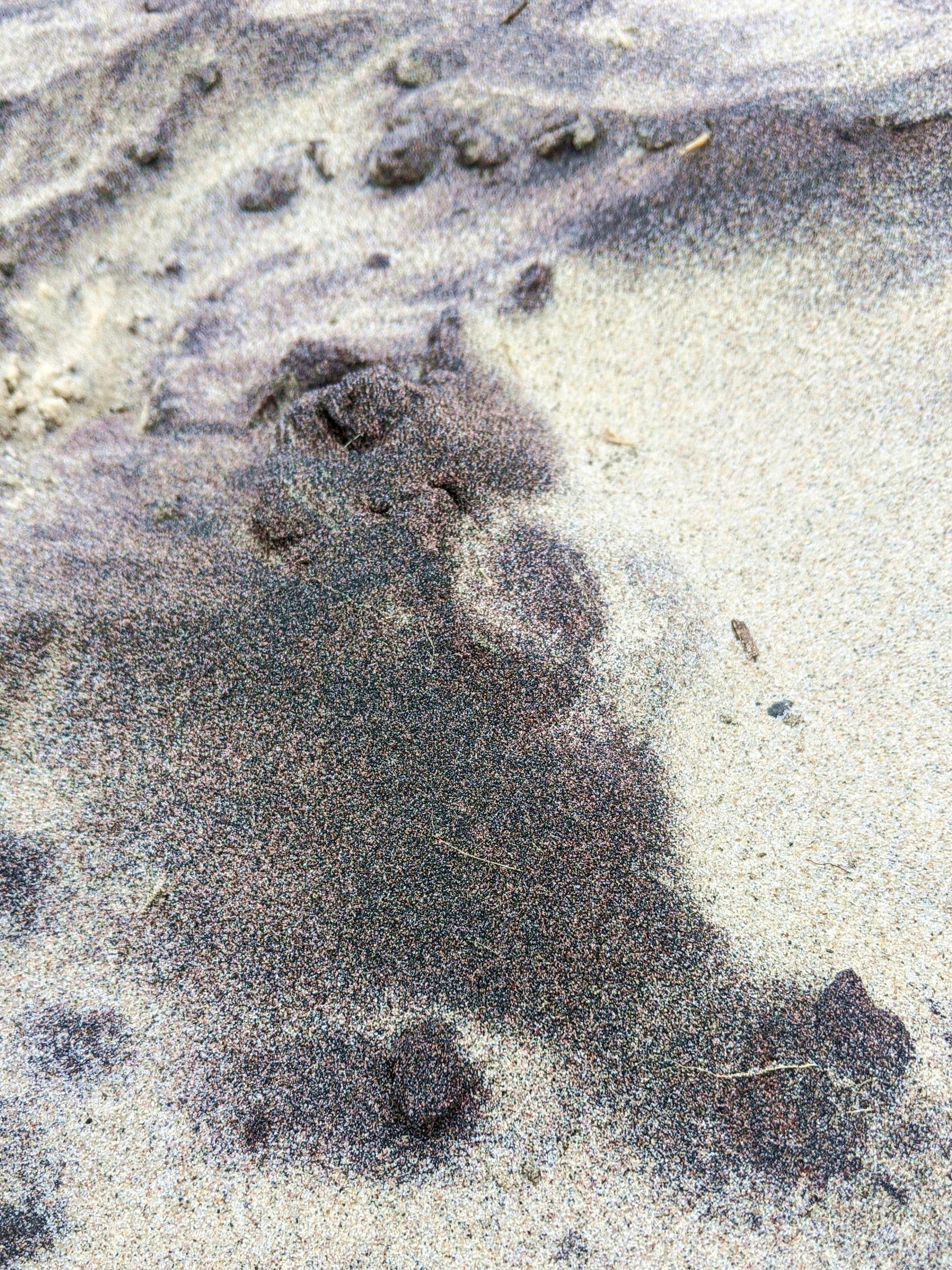
Nahaufnahme mit rostroten Partikeln
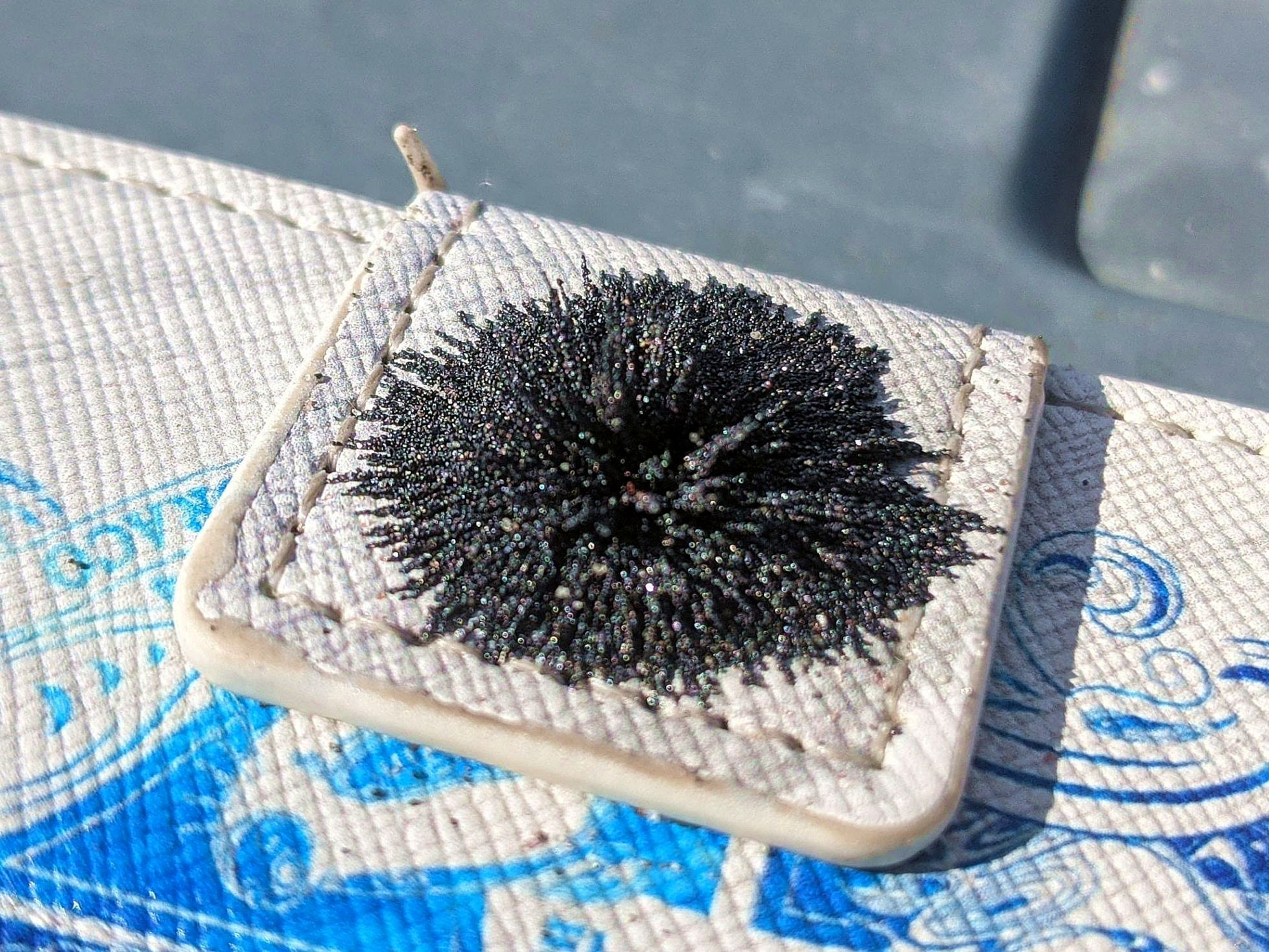
Magnetit am Verschluss einer Handyhülle

Bei der Mineraldatenbank „Mindat.org“ sind weltweit bisher über 18.500 Vorkommen für Magnetit dokumentiert, wobei 17 Vorkommen als besonders bedeutsam (signifikant) eingestuft sind (Stand: 2024). Zu diesen gehören unter anderem
- der Tagebau „Kara Nr. 1“ im Bergbaubezirk Hampshire auf der australischen Insel Tasmanien mit zoniertem Magnetit-Andradit-Hedenbergit-Vesuvianit-Epidot-Skarn und geringen Mengen an Scheelit und Molybdänit
- die „Madawaska Mine“ (auch Faraday Mine) bei Faraday (Hastings County, Ontario) mit hauptsächlich großen Magnetit- und Ilmenit-Vererzungen und bis zu 25 cm großen Kristallstufen[43] in Kanada
- die „Miniera Traversella“ nahe der gleichnamigen Gemeinde (Piemont) in Italien mit hauptsächlich Magnetit als Eisenerzmineral, die auch zentimeter- bis dezimetergroße Kristallstufen und bis zu 17 cm große Kristalle[44] hervorbrachte.
- Pundy Geo auf der zu Schottland gehörenden Shetlandinsel Point of Fethaland, wo oktaedrische Magnetitkristalle von bis zu einem Zentimeter Größe in dunkelgrünem Chloritschiefer gefunden wurden.
- die Umgebung von Haddam im Middlesex County (Connecticut) mit zahlreichen Magnetitfundstätten in Pegmatit oder Chloritschiefer und ebenfalls bis zu zentimetergroßen Magnetitoktaedern
- das ehemalige Bergwerk „Tilly Foster“ bei Town of Southeast im Putnam County (New York), eine große und bis zu 600 Fuß Teufe (rund 183 m) abgebauten Magnetitlagerstätte. Das Bergwerk ist berühmt für seine ausgezeichnet entwickelten Brucit-, Chondrodit-, Klinochlor-, Titanit- und Magnetitkristalle (oft in Form von Dodekaedern) sowie Antigorit- oder Lizardit-Pseudomorphosen nach einer Vielzahl von Mineralen.[45]

Sehr große Lagerstätten von Magnetit liegen auch in Kiruna (Schweden), in der Region Pilbara in Westaustralien und in den Adirondack Mountains des Staates New York (USA). Größere Vorkommen von Magnetit sind in Norwegen, Deutschland, Italien, der Schweiz, Südafrika, Indien, Mexiko sowie in mehreren Staaten der USA gefunden worden.
Auch in Gesteinsproben des Mittelatlantischen Rückens und des ostpazifischen Rückens konnte Magnetit nachgewiesen werden.
Bekannt für außergewöhnliche Magnetitfunde sind zudem
- die Umgebung von Västanfors (Fagersta) in Schweden, wo ein 25 cm großer Magnetitkristall zutage trat
- der Gardiner-Komplex nahe Kangerlussuaq in der grönländischen Qeqqata Kommunia, in dem sich bis zu 20 cm große Magnetitkristalle entwickelten
- die Jaguaraçú-Pegmatite in Minas Gerais (Brasilien), in denen bis zu 10 cm große Kristalle gefunden wurden
- das gleichnamige Bergmassiv bei Kowdor, ein Alkali-Carbonatit-Phoscorit-Komplex auf der russischen Halbinsel Kola (Murmansk), in dem bis zu 5 cm große Kristalle entdeckt wurden
- Daşkəsən in Aserbaidschan und die „Alpa Lercheltini“ (auch Lercheltini-Gebiet bzw. Lärcheltini) im Schweizer Binntal mit bis zu 4 cm großen Kristallfunden
- die „ZCA No. 4 Mine“ bei Balmat (New York) mit Funden von seltenen Magnetitwürfeln von bis zu 2 cm Kantenlänge.

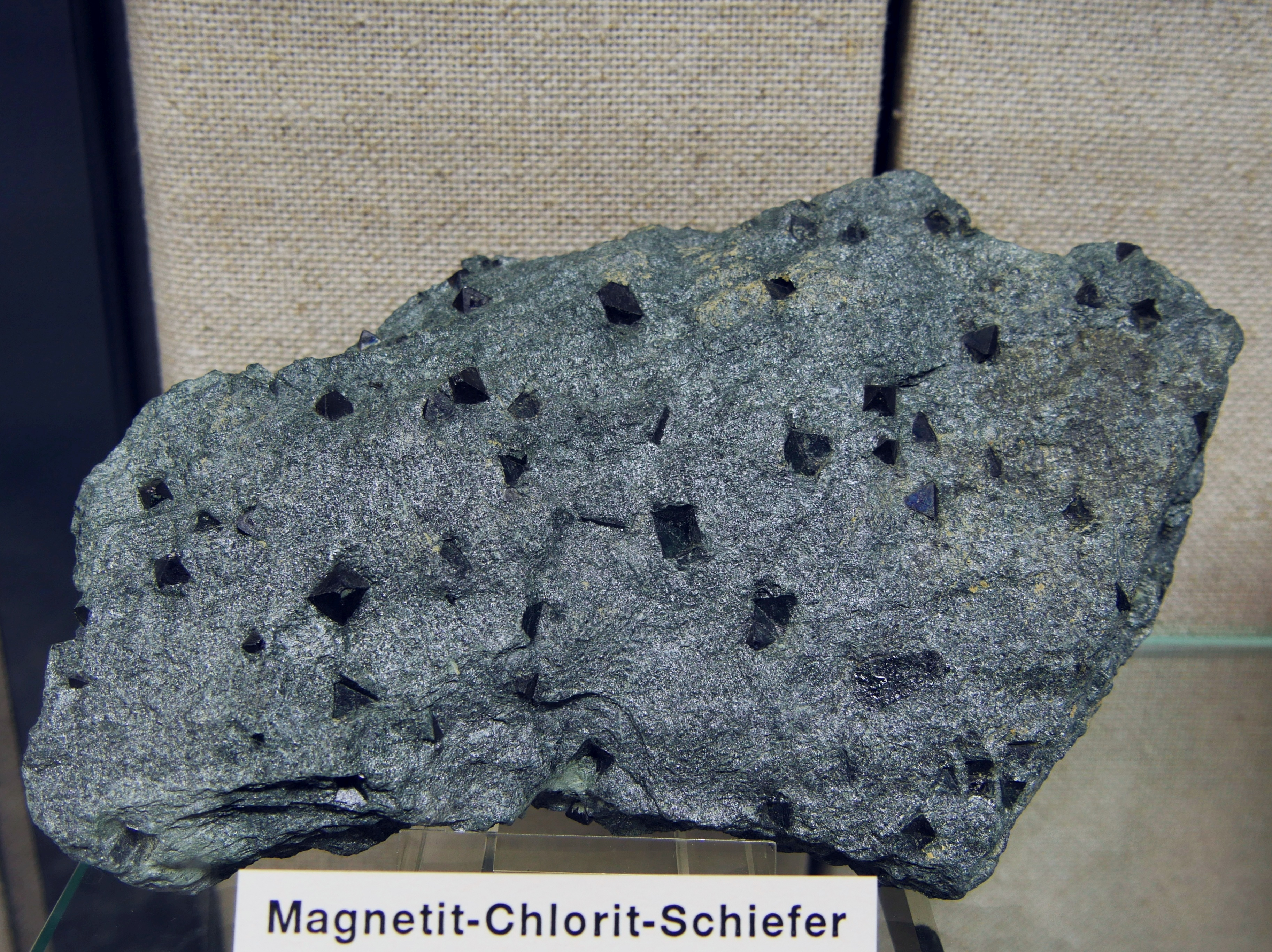
Magnetit-Oktaeder in Chloritschiefer aus Erbendorf, Oberpfalz, Deutschland
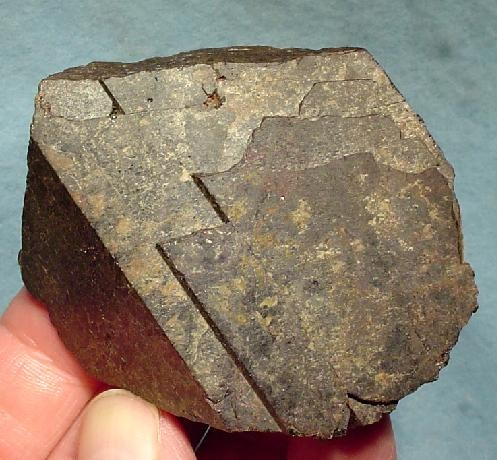
Magnetit-Oktaeder aus Faraday, Kanada
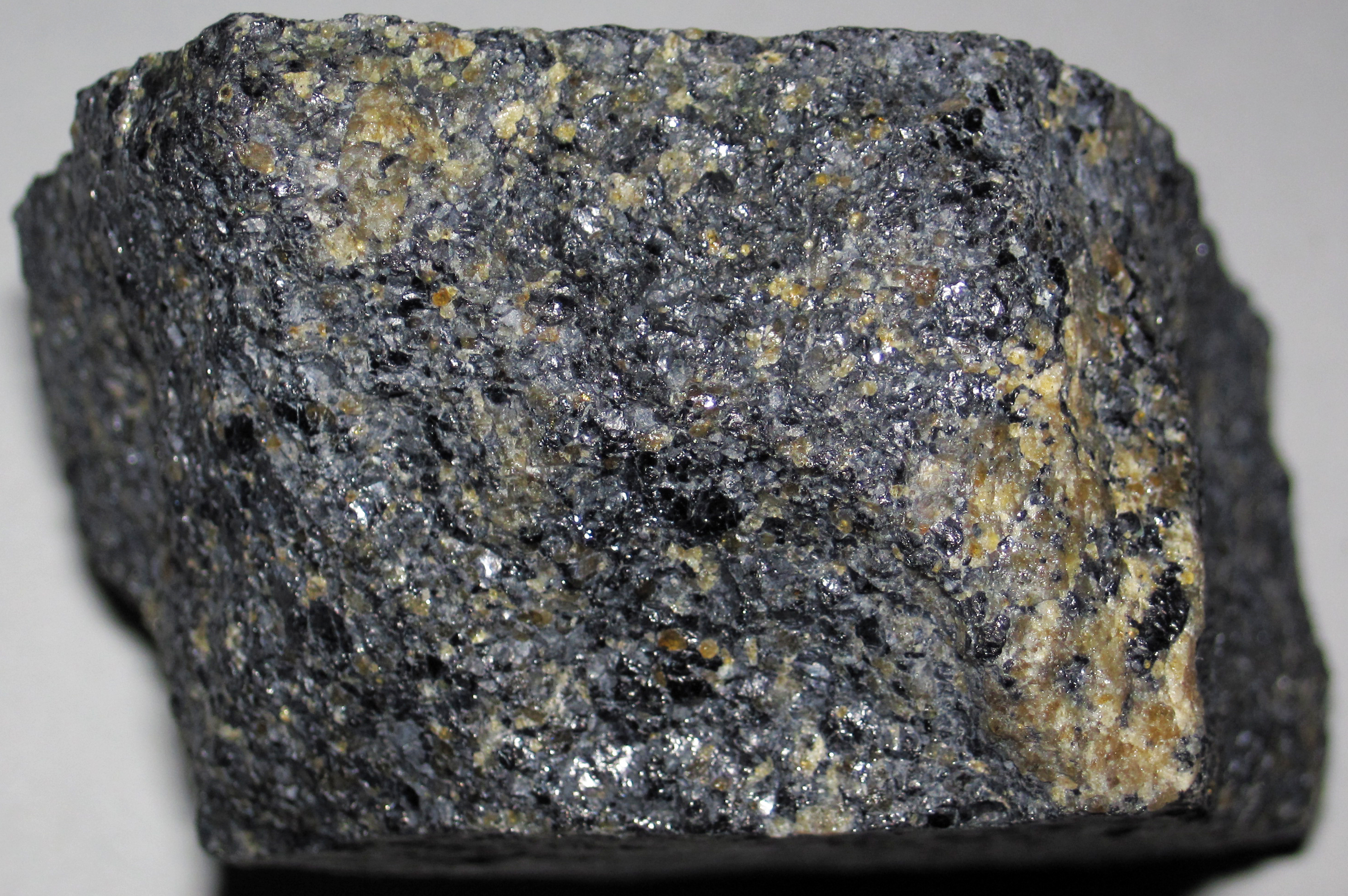
Magnetit-Skarn aus dem Bergwerk „Tilly Foster“, USA
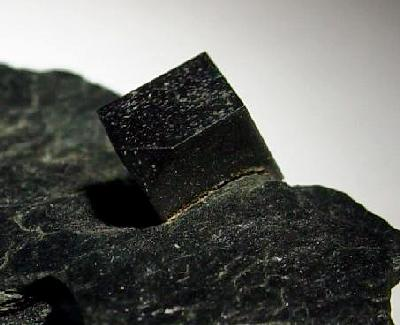
Seltener Magnetit-Würfel aus dem Bom Sucesso Creek, Minas Gerais, Brasilien

## Verwendung

### Als Rohstoff

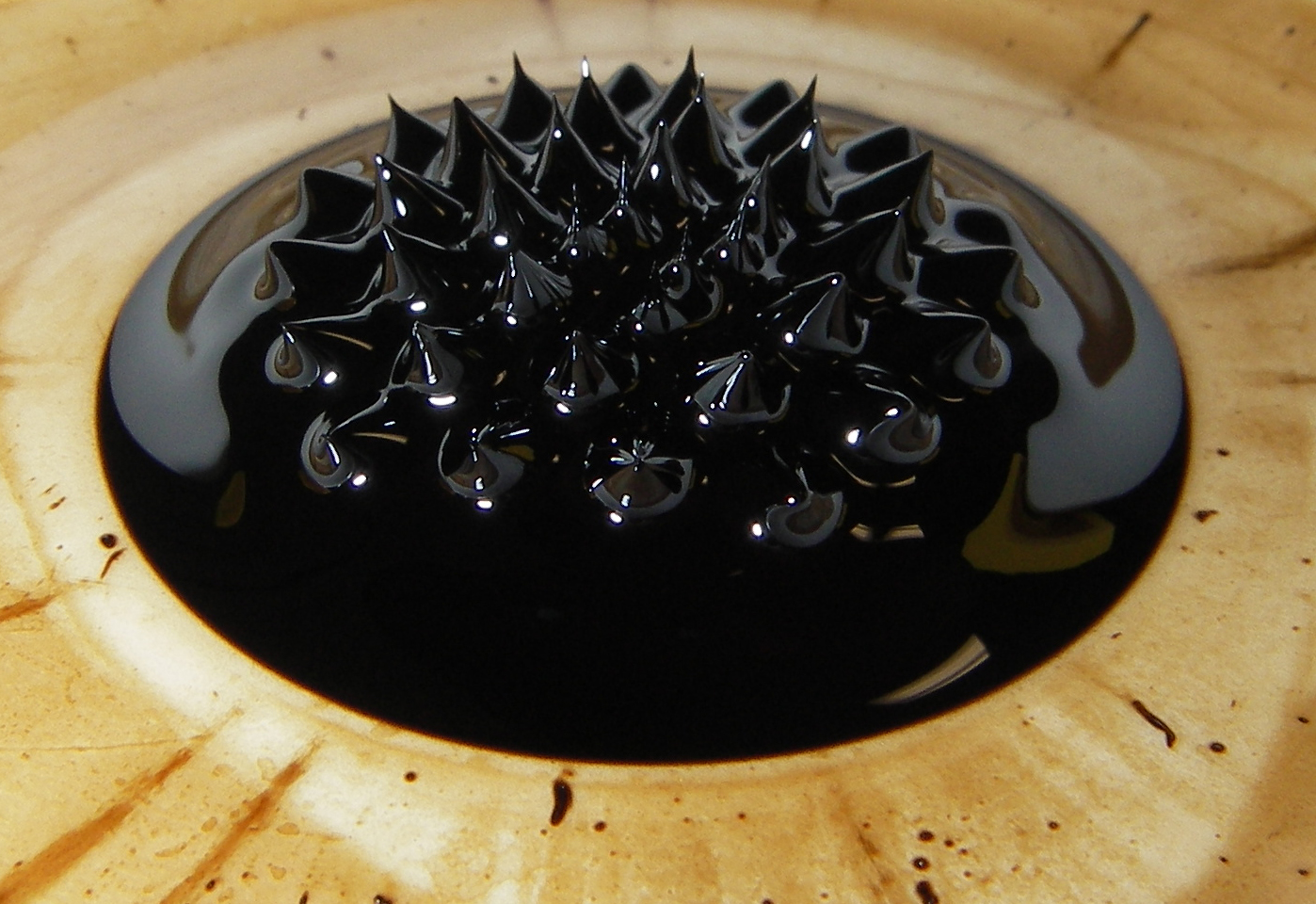
Ferrofluid über einem Magneten

Magnetit ist mit 72 % Eisengehalt neben dem Hämatit (70 %) eines der wichtigsten Eisenerze. Aufgrund seiner mechanischen Eigenschaften ist stückiger Magnetit sehr gut für die Reduktion im Hochofen geeignet und war bis zum Ersatz durch aufbereitete Eisenerze in Form von Pellets oder Sinter ein wesentlicher Rohstoff in der Eisenhüttenindustrie.
Magnetit dient als wichtiger Grundstoff zur Herstellung von Ferrofluid. Dabei werden im ersten Schritt Magnetit-Nanopartikel (Größenordnung ca. 10 nm) hergestellt, die dann in einer Trägerflüssigkeit kolloidal suspendiert werden. Um das Agglomerieren der Kristalle zu verhindern, werden den Nanopartikeln langkettige Moleküle, wie z. B. Ölsäure zugefügt, die sich um die Magnetit-Partikel gruppieren und das erneute Sedimentieren verhindern. Die so erhaltene Flüssigkeit behält auf diese Art die Eigenschaft von Magnetit, auf Magnetfelder zu reagieren.

### Als Baustoff
Magnetit wird in der Bauindustrie als natürlich gekörnter Zuschlag mit hoher Rohdichte (4,65 bis 4,80 kg/dm3) für Kalksandsteine und Schwerbeton und für bautechnischen Strahlenschutz verwendet.

### Als Pigment
Aufgrund der hervorragenden magnetischen Eigenschaften wird Magnetit als Magnetpigment zur Datenspeicherung eingesetzt und bis heute beim Bau von Kompassen verwendet.
Feinteiliger synthetischer Magnetit wird unter der Bezeichnung Eisenoxidschwarz (Pigment Black 11) (siehe auch Eisenoxidpigment) als Pigment, z. B. für Lacke eingesetzt.

### In der Halbleiterelektronik
Aufgrund der von der Theorie vorhergesagten 100%igen Spinpolarisation der Ladungsträger wird Magnetit auch als heißer Kandidat für Spinventile in der Spinelektronik gehandelt.

### In Lebewesen
Verschiedene Tierarten sind zur Orientierung im Erdmagnetfeld auf Magnetit angewiesen. Hierzu gehören Bienen und Weichtiere (Mollusca). Besonders erwähnenswert sind Haustauben, die durch Einlagerung kleiner eindomäniger Magnetitkörner in den Schnabel die Feldstärke des Erdmagnetfeldes bestimmen und sich so orientieren können (siehe auch Magnetsinn).
Die Raspelzunge der Käferschnecken ist teilweise mit Zähnen aus Magnetitkristallen besetzt. Die Tiere sind somit in der Lage, Substrataufwuchs abzuweiden. Dadurch wirken sie abrasiv auf Gesteinsoberflächen ein.
Einige Bakterien, sogenannte magnetotaktische Bakterien, wie z. B. Magnetobacterium bavaricum, Magnetospirillum gryphiswaldense oder Magnetospirillum magnetotacticum, bilden 40 bis 100 nm große Magnetit-Einkristalle im Inneren ihrer Zellen, die von einer Membran umgeben sind. Diese Partikel werden als Magnetosomen bezeichnet und sind in Form von linearen Ketten angeordnet. Die Ketten stellen gewissermaßen Kompassnadeln dar und erlauben den Bakterien geradliniges Schwimmen entlang der Erdmagnetfeldlinien.

### Beim Menschen
Auch die meisten Regionen des menschlichen Gehirns enthalten etwa fünf Millionen Magnetit-Kristalle pro Gramm und die Hirnhaut, genauer die äußere und innere Hirnhaut (Dura und Pia), enthält mehr als 100 Millionen Magnetit-Kristalle mit einer Größe von rund 50 Nanometer.

### In der Krebstherapie
Magnetit kann, neben anderen Eisenoxid-, Kupfer- und Goldpartikeln, dazu genutzt werden eine Krebsbehandlung zu unterstützen. Dazu werden Magnetitnanopartikel so modifiziert, dass sie in einer Suspension dispergiert im Körper bevorzugt von Tumorzellen aufgenommen werden. Dies führt zur Anreicherung der Teilchen in den betreffenden Bereichen. Durch ein äußeres Magnetfeld werden die Partikel anschließend zum Schwingen gebracht. Die resultierende Wärme erzeugt ein künstliches Fieber (sog. Hyperthermie), welches die betreffende Zelle empfänglicher gegenüber weiteren Behandlungsmethoden macht.

## Mögliches Leben auf dem Mars
Im Jahr 1996 veröffentlichten Wissenschaftler in der anerkannten Fachzeitschrift Science einen Artikel über den möglichen Nachweis von Leben in Form von Bakterien auf dem Mars anhand eines Meteoriten (ALH 84001), der von dort stammt. Der Meteorit enthält kleine eindomänige Magnetitpartikel, wie sie typischerweise auch in magnetotaktischen Bakterien auf der Erde vorkommen. Die Debatte über die Interpretation der Messergebnisse hält allerdings bis heute an.